# Niederpöring

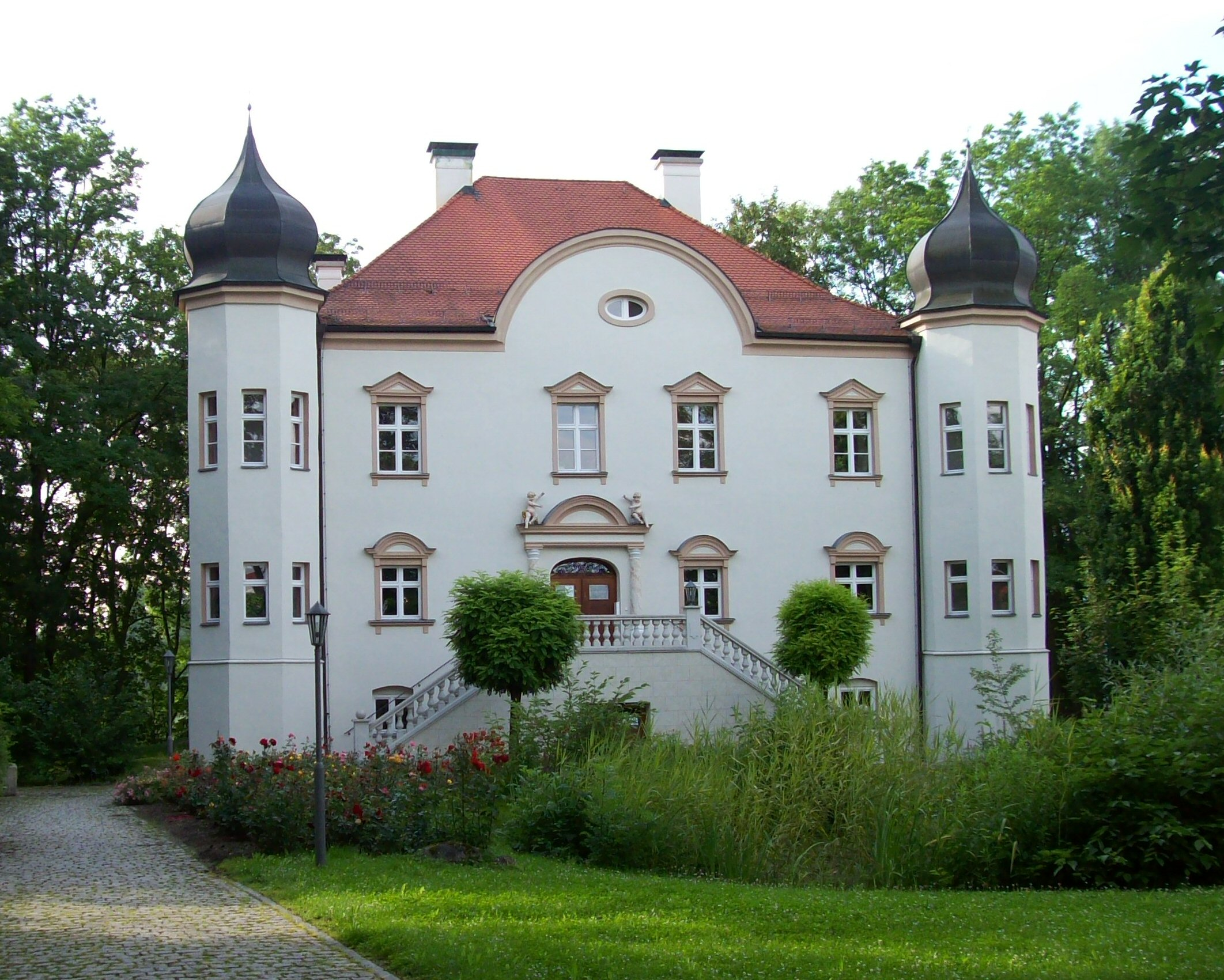
Schloss Niederpöring

Niederpöring ist ein Gemeindeteil der Gemeinde Oberpöring im niederbayerischen Landkreis Deggendorf. Bis 1972 bildete es eine Gemeinde.

## Lage
Das Kirchdorf Niederpöring liegt am rechten Ufer der Isar etwa einen Kilometer nordöstlich von Oberpöring.

## Geschichte
Vorgeschichtliche Funde weisen auf die frühe Besiedelung des Isartals hin. In den ersten urkundlichen Aufzeichnungen wird nicht zwischen Ober- und Niederpöring unterschieden. Die erste schriftliche Nachricht über „Peringe“ überliefert ein Güterverzeichnis von Kloster Niederaltaich aus der Zeit um 790. Es wird berichtet, dass der Bayernherzog Odilo dem Kloster den Ort mit 30 Bauernhöfen sowie allen Tributpflichtigen und Leibeigenen geschenkt hat.
Um 1210 schenkte Pfalzgraf Rapoto II. von Ortenburg dem Kloster Niederaltaich Güter in „Perin“. Das Kloster bezog von dort im 13. Jahrhundert Abgaben. Nach 1406 verlehnte es diesen Besitz an Reichsgraf Etzel von Ortenburg. 1486 empfing der Adelige Ulrich von Chamerau zu Haitzstein das Schloss Niederpöring mit Zubehör zu Lehen. Bis zum Ende des 16. Jahrhunderts blieben die Chamerauer im Besitz der Hofmark. 1599 gehörte sie Christoph Bernhard von Seiboldstorf, 1603 dessen Erben. 1613 besaß sie Anna, Witwe des Christoph Bernhard von Goder, 1615 war Hans Friedrich von Pienzenau zu Hartmannsberg Inhaber. Bis 1797 sind die Pienzenauer als Inhaber der Hofmark Niederpöring belegt, die zum Amt Wisselsing im Pfleggericht Osterhofen gehörte. Aus dem Wappen der Pienzenauer stammen die drei goldenen Kugeln auf dem schwarzen Schrägbalken im heutigen Gemeindewappen der Gemeinde Oberpöring.
Im Konskriptionsjahr 1752 bestand das Dorf Niederpöring aus 44 Anwesen. 1795 trat Freiherr von Pinzenau die Hofmark an seine Tochter Maria Anna Gräfin von Boetty ab. 1803 wurde Carl August von Yrsch neuer Besitzer der Hofmark. Am 9. April 1830 verkaufte er das Besitztum an Gräfin Auguste Charlotte von Kielmannsegg-Schönberg, die den umfangreichen Besitz zertrümmern ließ. Das Hofmarksgericht hörte bald danach auf zu bestehen.
1831 bis 1836 wurde ein Schulhaus erbaut. Die Gemeinde Niederpöring kam 1838 vom Landgericht Landau an der Isar zum neuen Landgericht I. Klasse Osterhofen. Aus Teilen der Gemeinde wurde 1849 die Gemeinde Neutiefenweg gebildet. Mit Wirkung vom 1. April 1949 kam Oberviehhausen von der Gemeinde Wallerfing zur Gemeinde Niederpöring. 1950 gehörten zu der 596 Einwohner zählenden Gemeinde Niederpöring im Landkreis Vilshofen die Gemeindeteile Alttiefenweg, Niederpöring und Oberviehhausen. Sie hatte eine Fläche von 939,48 Hektar. 1961 gab es 409 Einwohner in der Gemeinde Niederpöring. Im Jahr 1964 betrug die Gemeindefläche 830,24 Hektar und Oberviehhausen gehörte nicht mehr zur Gemeinde Niederpöring. Am 1. Juli 1972 wurde im Zuge der Gebietsreform die Gemeinde Niederpöring in die Gemeinde Oberpöring eingegliedert. Die Volksschule in Niederpöring wurde 1978 aufgelöst.

## Sehenswürdigkeiten
- Die Pfarrkirche St. Bartholomäus der Pfarrei Niederpöring wurde bereits in der zweiten Hälfte des 13. Jahrhunderts erbaut. Um 1650 entstand das Turmobergeschoss, 1658/1659 wurde das Schiff verändert und die Seitenkapellen kamen hinzu. 1908 wurde das Langhaus nach Westen verlängert, 1956 die Sakristei vergrößert. Den Hochaltar schuf in der ursprünglichen Version 1698 ein Landauer Meister. Das Altarbild zeigt das Martyrium des heiligen Apostels Bartholomäus. Die Seitenaltäre entstanden um 1660, die Apostelfiguren stammen aus dem 18. Jahrhundert.
- Schloss Niederpöring: Um 1690 ließ Freiherr Franz Ignaz von Pinzenau unter Einbeziehung älterer Bausubstanz das Schloss neu erbauen. Es wurde 1985 von den in der Verwaltungsgemeinschaft Oberpöring zusammengeschlossenen Gemeinden Oberpöring, Otzing und Wallerfing erworben und 1987 zum Verwaltungssitz ausgebaut.

## Archäologie

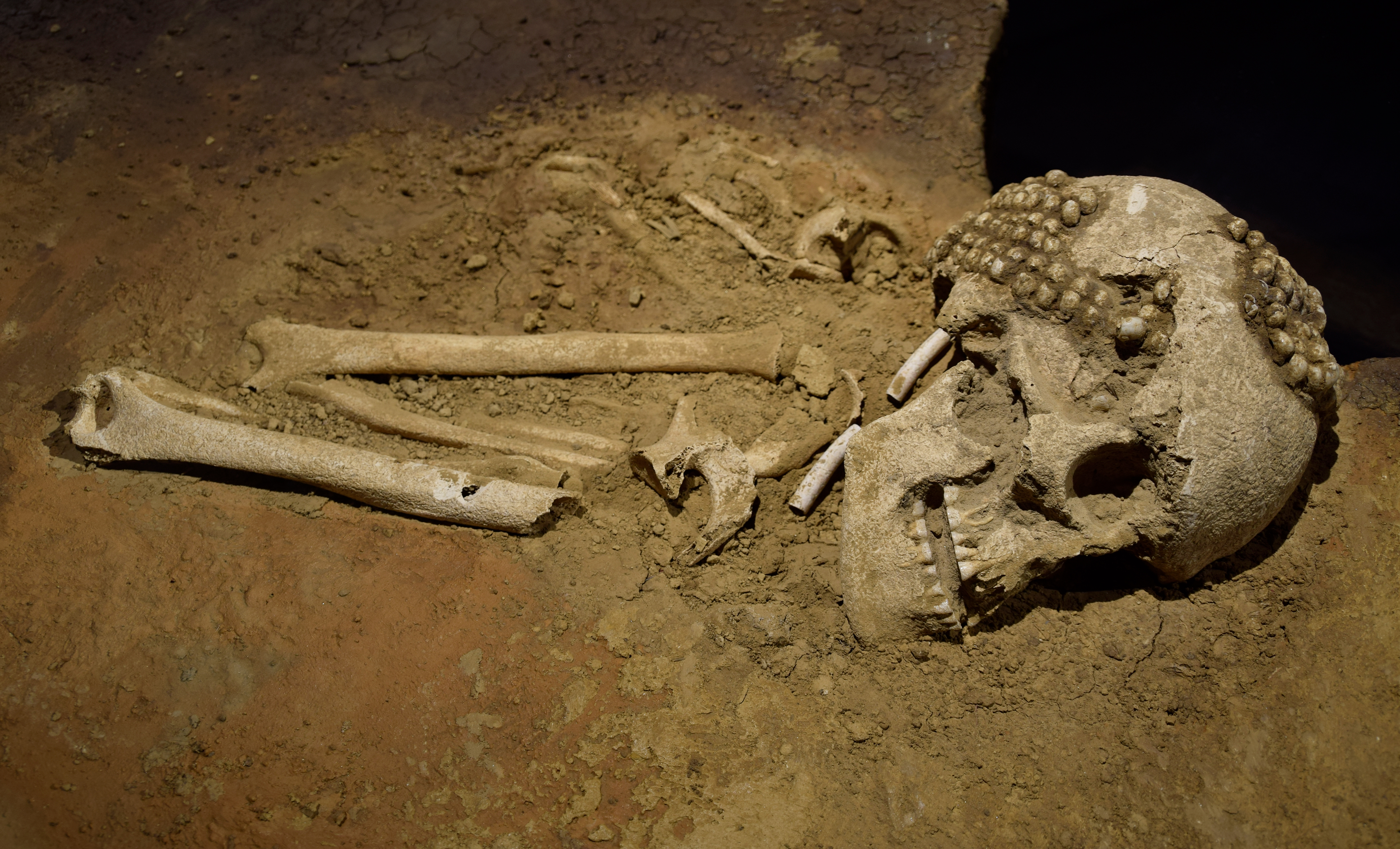
„Die Tote von Niederpöring“ im Museum Quintana

Im Jahr 2015 wurden bei Ausgrabungen in Niederpöring Schädel und Knochen einer vor 7000 Jahren (Linearbandkeramische Kultur) gestorbenen Frau gefunden. Mit moderner Technik, wie sie in der Kriminologie eingesetzt wird, wurde ihr Gesicht rekonstruiert. Das Ergebnis kann im Museum Quintana in Künzing besichtigt werden. Die Frau hatte als Kopfschmuck ein mit etwa 400 Schneckenhäuschen der heute seltenen Donau-Kahnschnecke verziertes Lederband getragen. Dieser Schmuck verweist darauf, dass die Frau eine gehobene soziale Stellung hatte. Insgesamt wurden in Niederpöring auf einem Gräberfeld sieben Gräber aus der Zeit zwischen 5500 und 5000 v. Chr. ausgegraben.

## Veranstaltungen
- Das Bahnradrennen Niederpöring findet seit 1950 jedes Jahr zu Pfingsten statt.

## Vereine
- Bankal e. V. Niederpöring
- Bayerischer Bauernverband Niederpöring
- Freiwillige Feuerwehr Niederpöring. Sie wurde 1886 gegründet.
- Gartenbauverein Niederpöring und Umgebung
- Kriegerverein Niederpöring
- Landfrauen Niederpöring/Oberpöring
- Mütterverein Niederpöring
- Schlossgeister Niederpöring
- Sportverein Niederpöring-Tabertshausen 1948 e.V.
- VdK Ortsverband Niederpöring

## Persönlichkeiten
- Gottfried Schmid (1922–2005), in Niederpöring geborener Jurist, Regierungspräsident von Niederbayern